# NSU Spider
La NSU Spider (o anche Spider Wankel) è una piccola automobile sportiva spider, dotata di motore Wankel, costruita dalla casa automobilistica tedesca NSU dal 1964 al 1967.

## Storia e profilo

### Origini e debutto

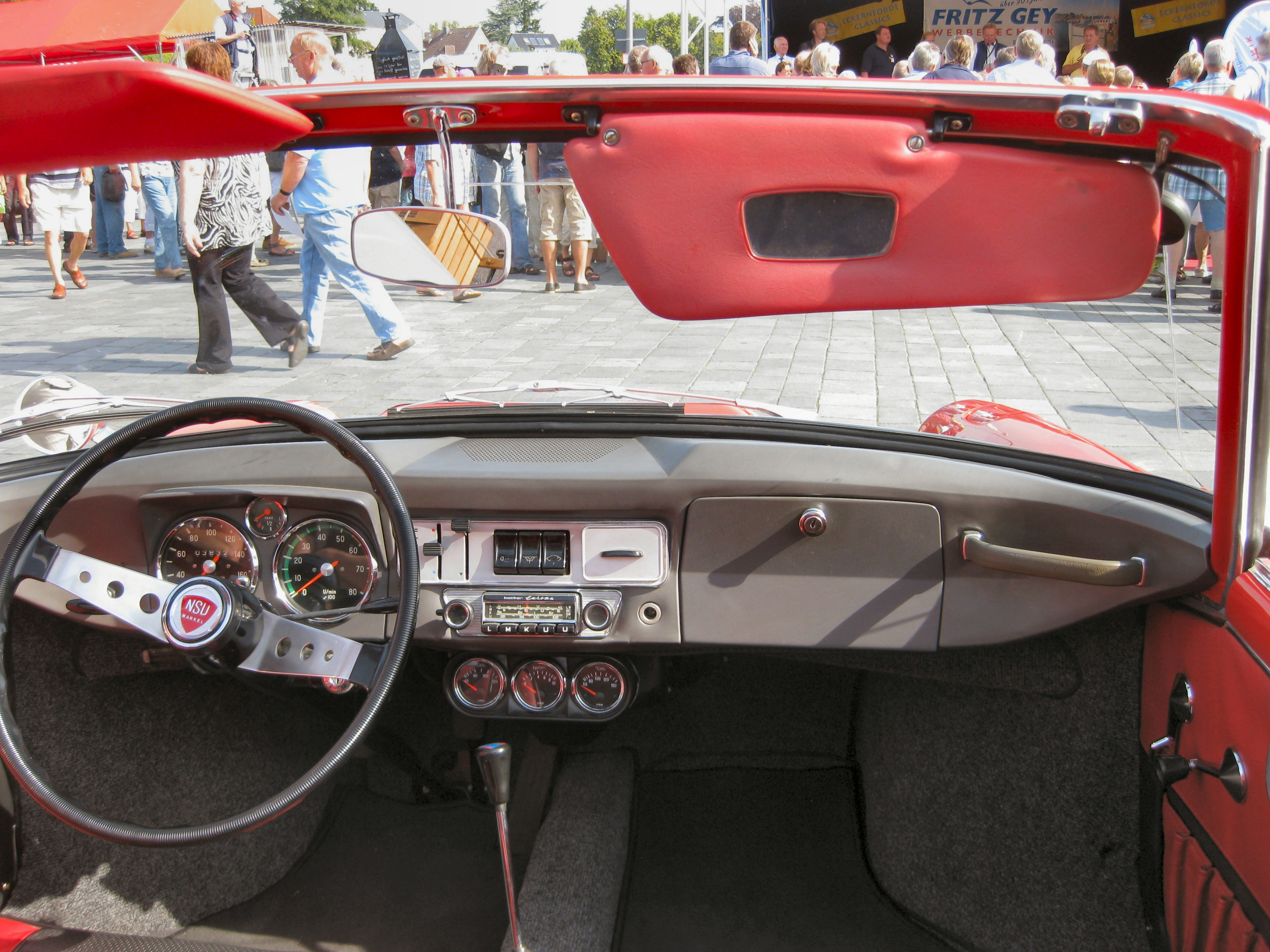
Interni di una NSU Spider

Visti i soddisfacenti risultati ottenuti nella prima sperimentazione dei motori rotativi, realizzati con la diretta partecipazione dell'inventore Felix Wankel, nel 1959 avvenne la presentazione ufficiale alla stampa del motore rotativo e l'annuncio dell'intenzione di costruire motori Wankel NSU, in collaborazione con l'azienda aeronautica statunitense Curtiss-Wright. Presso la NSU, furono l'ingegner Walter Froede e lo stesso Felix Wankel ad occuparsi del progetto, ed in particolare dello sviluppo e del perfezionamento del motore rotativo. Già nel giugno dello stesso anno venne approntato un prototipo sperimentale, consistente in una Prinz equipaggiata con un monorotore Wankel da 250 cm³. Anche in occasione dei test condotti su tale prototipo si ebbero esiti incoraggianti, tanto da spingere i vertici NSU, il 24 novembre 1959, ad annunciare al pubblico che la Casa di Neckarsulm avrebbe lanciato di lì a pochi anni un modello equipaggiato con motore rotativo. In un successivo incontro, tenutosi il 19 gennaio 1960 al Deutsches Museum, furono proprio Froede e Wankel a tenere banco e ad illustrare, ad un pubblico formato esclusivamente da addetti ai lavori e da esponenti della stampa specializzata, le caratteristiche del nuovo motore e come fosse nata l'idea di impiegarli nella futura produzione automobilistica NSU.
Iniziò a quel punto una lunga fase di sperimentazione e sviluppo montando sette tipi di motore rotativo su altrettanti corpi vettura derivati in gran parte direttamente dalla Prinz, tranne uno, derivato dalla coupé Sport-Prinz ed equipaggiato con un motore Wankel da 400 cm³. In primavera la stampa venne nuovamente invitata dalla dirigenza NSU, questa volta per testare dal vivo questi prototipi. NSU ottenne il permesso di utilizzare a tale scopo un tratto di strada normalmente aperta alla normale circolazione stradale, ma che in quel caso venne invece chiusa al traffico. Il motore rotativo ricevette giudizi lusinghieri da parte della stampa, ma si era ancora lontani dall'avviarne la produzione in serie, poiché si dovevano ancora risolvere problemi decisamente difficili, primo fra tutti quello relativo alla tenuta delle guarnizioni fra una camera e l'altra all'interno del gruppo statore-rotore. Questo, in realtà, sarebbe stato un problema al quale non si sarebbe mai trovata una soluzione veramente efficace, né da parte della Casa di Neckarsulm, né da parte di altri costruttori che negli anni successivi avrebbero tentato di sperimentare tale tecnologia. Ma in ogni caso, nei due anni successivi si lavorò alacremente in tale direzione, riuscendo solo a minimizzare il fenomeno della trafilatura dell'olio fra una camera e l'altra (ed anche attraverso le luci di aspirazione e scarico in quelle fasi in cui non avrebbe dovuto passarvi). Va detto che in questi successivi due anni, la scelta dei progettisti si orientò sul motore da 400 cm³ già utilizzato per spingere il prototipo su base Sport-Prinz e montato in seguito anche su altri prototipi con scocca derivata dalla Prinz Typ 40. Sebbene ancora viziato da fenomeni di tenuta non ottimale fra una camera di scoppio e l'altra, tale motore riuscì a convincere progettisti, responsabili e dirigenza NSU della bontà del progetto stesso, ragion per cui si decise di passare allo stadio successivo del progetto, ossia quello di aumentare la cubatura del motore a mezzo litro. Già il 16 marzo 1962 tale motore era pronto e venne montato su due prototipi, uno su base Prinz IV ed uno ancora su base Sport-Prinz.

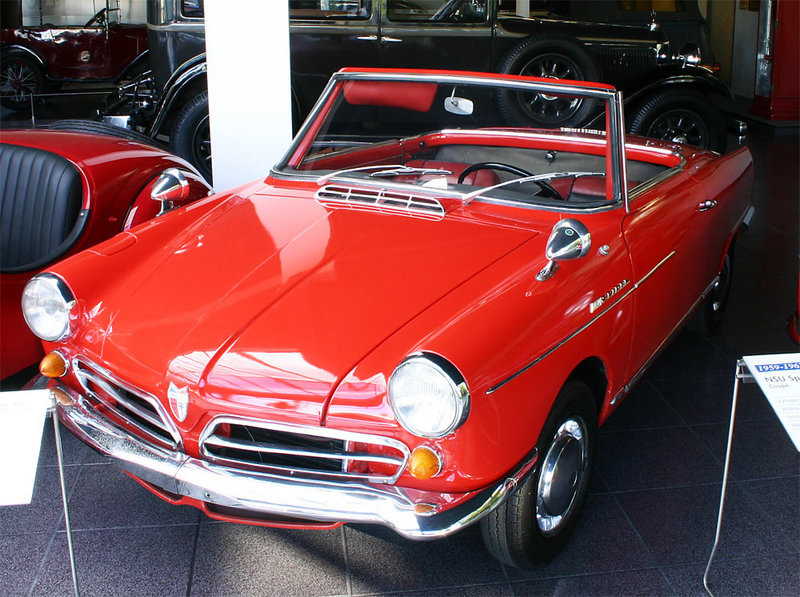
Frontale di una NSU Spider; notare gli specchietti retrovisori posti sui passaruota

In quell'inizio di primavera del 1962 non si lavorò più solamente al motore in sé, ma anche a quello che avrebbe dovuto essere l'aspetto esteriore della vettura. Nonostante in molti si fossero aspettati di vedere una Sport-Prinz equipaggiata con motore Wankel, l'orientamento della casa di Neckarsulm fu di realizzare una spider derivata dalla scocca della Sport-Prinz, in maniera tale da preservare lo stile italiano della coupé, firmato a suo tempo da Bertone, e nel contempo di proporre un modello particolare per ospitare una meccanica particolare. Nell'estate del 1963 venne realizzato il primo prototipo, denominato Typ 56 Spider.
La presentazione ufficiale della vettura definitiva si ebbe al Salone di Francoforte del 1963, anche se per l'avvio della produzione e delle prime consegne si dovette attendere ancora un anno. I primi esemplari uscirono infatti dalle linee di montaggio di Neckarsulm solo a partire dal 29 settembre del 1964.

### Caratteristiche

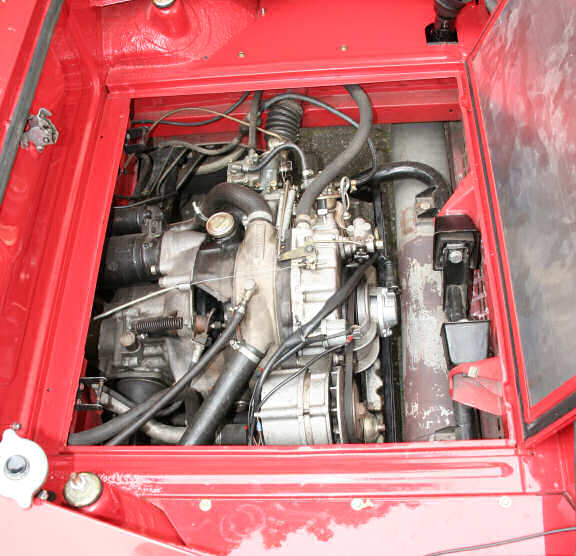
Il vano motore di una Spider Wankel

Stilisticamente derivata dalla Sport-Prinz, la Spider Wankel ne riprese le linee quasi per intero, con l'ovvia eccezione del padiglione, sostituito da una capote in tela. In realtà, le differenze furono moltissime, in quanto solo una piccola parte dei lamierati della Sport-Prinz venne mantenuta anche nella Spider Wankel. Ma la differenza stilistica più evidente, capote a parte, stava nel frontale, ora munito di una calandra a due elementi a sviluppo orizzontale e divisi longitudinalmente in due parti mediante un listello orizzontale. Rispetto alla coupé, la Spider Wankel montava anche una piccola presa d'aria alla base del parabrezza, mentre in coda, la mancanza di un montante posteriore a fare da raccordo con il tetto, costrinse al ridisegnamento dell'intera parte posteriore e a realizzare un portellone del cofano motore dall'andamento orizzontale e non più spiovente.
Ma è sottopelle che si nascondono le soluzioni più originali, a partire dal propulsore, un'unità Wankel monorotore da 498 cm³ con raffreddamento ad acqua in grado di erogare una potenza massima di 50 CV e di spingere la vettura ad una velocità massima di oltre 150 km/h. Altre differenze tecniche rispetto alla Sport-Prinz stavano nel radiatore, spostato nella parte anteriore della vettura. Inoltre, per compensare la mancanza del padiglione in acciaio, la struttura della scocca venne rinforzata con due elementi disposti in diagonale e ad X, a cui si aggiungevano due longheroni rinforzati in luogo di quelli normali utilizzati nella coupé. Nella Spider Wankel venne inoltre montato un nuovo retrotreno a bracci triangolari oscillanti, mentre l'avantreno venne ripreso dalla Sport-Prinz.

### Carriera commerciale
Dopo un inizio abbastanza promettente per la piccola spider tedesca cominciarono i problemi, relativi principalmente alla tenuta delle guarnizioni del rotore, ma anche ai consumi eccessivi, anche questo un problema a cui si cercò continuamente di porre un rimedio, ma senza risultati concreti. Per questo, nel 1967, dopo solo tre anni di commercializzazione, la NSU Spider venne tolta di listino. Ne furono prodotti solamente 2.375 esemplari.

### Dati tecnici
| Caratteristiche tecniche - NSU Spider del 1966                                                                          | Caratteristiche tecniche - NSU Spider del 1966 | Caratteristiche tecniche - NSU Spider del 1966 | Caratteristiche tecniche - NSU Spider del 1966 | Caratteristiche tecniche - NSU Spider del 1966 | Caratteristiche tecniche - NSU Spider del 1966 |
| --- | --- | --- | --- | --- | --- |
| | | | | | |
| Configurazione | | | | | |
| Carrozzeria: Spider | Carrozzeria: Spider | Posizione motore: posteriore | Posizione motore: posteriore | Trazione: posteriore | Trazione: posteriore |
| Dimensioni e pesi | | | | | |
| Ingombri (lungh.×largh.×alt. in mm): 3580 × 1520 × 1260                                                                 | Ingombri (lungh.×largh.×alt. in mm): 3580 × 1520 × 1260 | Ingombri (lungh.×largh.×alt. in mm): 3580 × 1520 × 1260 | Ingombri (lungh.×largh.×alt. in mm): 3580 × 1520 × 1260 | Diametro minimo sterzata: | Diametro minimo sterzata: |
| Interasse: 2020 mm | Interasse: 2020 mm | Carreggiate: anteriore 1246 - posteriore 1227 mm | Carreggiate: anteriore 1246 - posteriore 1227 mm | Altezza minima da terra: | Altezza minima da terra: |
| Posti totali: 2 | Posti totali: 2 | Bagagliaio: | Bagagliaio: | Serbatoio: 35 l | Serbatoio: 35 l |
| Masse | a vuoto: 700 kg / in ordine di marcia: 950 kg | a vuoto: 700 kg / in ordine di marcia: 950 kg | a vuoto: 700 kg / in ordine di marcia: 950 kg | a vuoto: 700 kg / in ordine di marcia: 950 kg | a vuoto: 700 kg / in ordine di marcia: 950 kg |
| Meccanica | | | | | |
| Tipo motore: Wankel monorotore a 4T con scambiatore di calore aria-olio e raffreddato ad acqua con circolazione forzata | Tipo motore: Wankel monorotore a 4T con scambiatore di calore aria-olio e raffreddato ad acqua con circolazione forzata | Tipo motore: Wankel monorotore a 4T con scambiatore di calore aria-olio e raffreddato ad acqua con circolazione forzata | Cilindrata: (volume camere di combustione) 498 cm³ | Cilindrata: (volume camere di combustione) 498 cm³ | Cilindrata: (volume camere di combustione) 498 cm³ |
| Prestazioni motore | Potenza: 50 CV a 6.000 giri/min / Coppia: 7,2 mkg a 2.500 giri/min | Potenza: 50 CV a 6.000 giri/min / Coppia: 7,2 mkg a 2.500 giri/min | Potenza: 50 CV a 6.000 giri/min / Coppia: 7,2 mkg a 2.500 giri/min | Potenza: 50 CV a 6.000 giri/min / Coppia: 7,2 mkg a 2.500 giri/min | Potenza: 50 CV a 6.000 giri/min / Coppia: 7,2 mkg a 2.500 giri/min |
| Frizione: Monodisco a secco a comando idraulico                                                                         | Frizione: Monodisco a secco a comando idraulico | Frizione: Monodisco a secco a comando idraulico | Cambio: A 4 rapporti + RM, tutti sincronizzati | Cambio: A 4 rapporti + RM, tutti sincronizzati | Cambio: A 4 rapporti + RM, tutti sincronizzati |
| Telaio | | | | | |
| Corpo vettura | Scocca metallica autoportante | Scocca metallica autoportante | Scocca metallica autoportante | Scocca metallica autoportante | Scocca metallica autoportante |
| Sospensioni | anteriori: a ruote indipendenti, trapezi, molle elicoidali, barra stabilizzatrice e ammortizzatori idraulici telescopici coassiali / posteriori: a ruote indipendenti, bracci triangolari oscillanti, molle elicoidali e ammortizzatori idraulici telescopici coassiali | anteriori: a ruote indipendenti, trapezi, molle elicoidali, barra stabilizzatrice e ammortizzatori idraulici telescopici coassiali / posteriori: a ruote indipendenti, bracci triangolari oscillanti, molle elicoidali e ammortizzatori idraulici telescopici coassiali | anteriori: a ruote indipendenti, trapezi, molle elicoidali, barra stabilizzatrice e ammortizzatori idraulici telescopici coassiali / posteriori: a ruote indipendenti, bracci triangolari oscillanti, molle elicoidali e ammortizzatori idraulici telescopici coassiali | anteriori: a ruote indipendenti, trapezi, molle elicoidali, barra stabilizzatrice e ammortizzatori idraulici telescopici coassiali / posteriori: a ruote indipendenti, bracci triangolari oscillanti, molle elicoidali e ammortizzatori idraulici telescopici coassiali | anteriori: a ruote indipendenti, trapezi, molle elicoidali, barra stabilizzatrice e ammortizzatori idraulici telescopici coassiali / posteriori: a ruote indipendenti, bracci triangolari oscillanti, molle elicoidali e ammortizzatori idraulici telescopici coassiali |
| Freni | anteriori: a disco / posteriori: a tamburo, con comando idraulico. Freno a mano sulle posteriori | anteriori: a disco / posteriori: a tamburo, con comando idraulico. Freno a mano sulle posteriori | anteriori: a disco / posteriori: a tamburo, con comando idraulico. Freno a mano sulle posteriori | anteriori: a disco / posteriori: a tamburo, con comando idraulico. Freno a mano sulle posteriori | anteriori: a disco / posteriori: a tamburo, con comando idraulico. Freno a mano sulle posteriori |
| Pneumatici | 5.00 x 12 | 5.00 x 12 | 5.00 x 12 | 5.00 x 12 | 5.00 x 12 |
| Prestazioni dichiarate                                                                                                  | | | | | |
| Velocità: 153 km/h | Velocità: 153 km/h | Velocità: 153 km/h | Accelerazione: sul km da fermo, 36,81 | Accelerazione: sul km da fermo, 36,81 | Accelerazione: sul km da fermo, 36,81 |
| Consumi | a 80 km/h: 5,9 - a 120 km/h: 8,8 - urbano: 8,5 lt/100 km | a 80 km/h: 5,9 - a 120 km/h: 8,8 - urbano: 8,5 lt/100 km | a 80 km/h: 5,9 - a 120 km/h: 8,8 - urbano: 8,5 lt/100 km | a 80 km/h: 5,9 - a 120 km/h: 8,8 - urbano: 8,5 lt/100 km | a 80 km/h: 5,9 - a 120 km/h: 8,8 - urbano: 8,5 lt/100 km |